# Lissounov Li-2
Dimensions
Lissounov Li-2 (Code OTAN : Cab) est le nom donné en URSS au bimoteur américain Douglas DC-3, produit sous licence. Appelé initialement PS-84, cet avion de transport a été renommé Lissounov Li-2 en 1942[réf. nécessaire] pour honorer l'ingénieur qui fut chargé d'organiser sa production et de l'adapter aux besoins de l'URSS. À la fin de la Seconde Guerre mondiale, un certain nombre de ces appareils furent distribués aux pays alliés de l'URSS, et l'OTAN donnera le nom de code Cab aux Li-2 et DC-3 utilisés par ces pays.

## Origine et production
Boris Lissounov, après avoir travaillé 2 ans dans les locaux de Douglas l'a appelé PS-84 mais le nom fut changé lorsque la Seconde Guerre mondiale éclata.
Premier DC-3 exporté, la vingt et unième cellule construite (DC-3-196 c/n 1589) avait été achetée par une centrale d’achats soviétique installée en Amérique du Nord, Amtorg, pour le compte de l’organisation X.Cello. Cet appareil, qui transita par Cherbourg  le 30 novembre 1936, était similaire aux DC-3 livrés à American Airlines. Il avait donc une porte à droite. La firme néerlandaise Fokker, assurant la distribution en Europe du DC-3, livra de son côté à une certaine compagnie mongole de transport, société de droit soviétique, trois DC-3-227 avec porte à droite en août et septembre 1937, puis neuf DC-3-196A avec porte à gauche à une compagnie soviétique dite « du nord-est » au cours de l’été 1938 et six DC-3-196B au même client au printemps 1939.

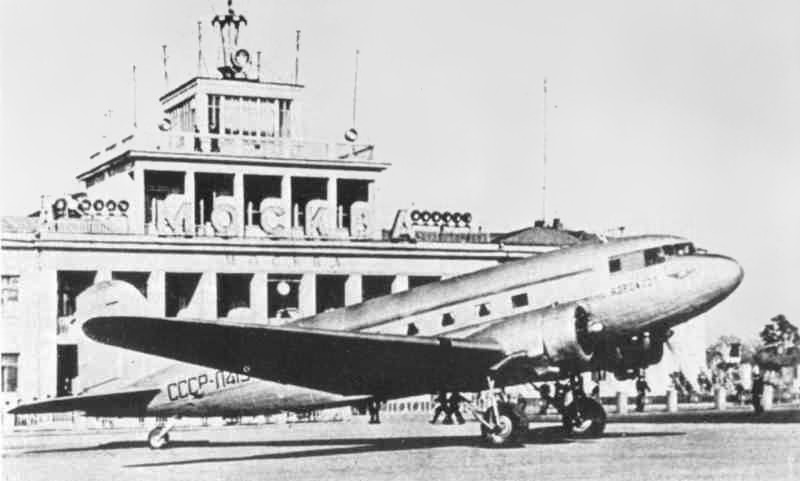
PS-84 aux couleurs d'Aeroflot devant l'aéroport de Moscou.

Entretemps, l’URSS négocia l’acquisition d’un droit de licence et au cours du printemps 1938 X.Cello reçut deux DC-3-196 sans moteur et en pièces détachées devant servir de patron de production. En vue de celle-ci l’ingénieur Boris P. Lissounov fut envoyé à Santa Monica pour deux ans en 1938 afin d’étudier les techniques de production américaines et, à son retour en URSS, d’adapter le DC-3 aux besoins et techniques de production soviétiques. La fabrication du DC-3 démarra à son retour en URSS dans une usine de la banlieue de Moscou, la GAZ-84 (Usine d’État no 84), l'appareil étant désigné PS-84 pour Passazhirskii Samolet (GAZ)-84, soit avion pour passagers de l’usine 84. Les premiers exemplaires sortirent en 1940 avec des moteurs de 900 ch Chvetsov M-62, un dérivé de Wright Cyclone SGR-1820F, moteur du DC-2 dont l’URSS avait acheté la licence pour équiper le célèbre chasseur Polikarpov I-16.
En 1941, la GAZ-84 fut abandonnée à l’approche des troupes allemandes et la production, qui était loin d’avoir atteint son rythme de croisière, transférée à l’usine 18 de Tachkent, où le M-62 fut remplacé par sa nouvelle version ASh-62 de 1 200 ch et le 17 septembre 1942 l’appareil fut rebaptisé Li-2 pour honorer Lissounov. Les appareils produits à Tachkent (cette usine deviendra successivement GAZ-23 en 1944 puis GAZ-33 quelques mois plus tard avant d'être connue comme l'Association de construction aéronautique de Tachkent), soit environ 2 930 exemplaires, se répartissent en plusieurs versions qui se distinguent par des détails d’équipements. Ils ont en commun par rapport à leurs homologues américains des capots moteurs moins profonds.

## Versions

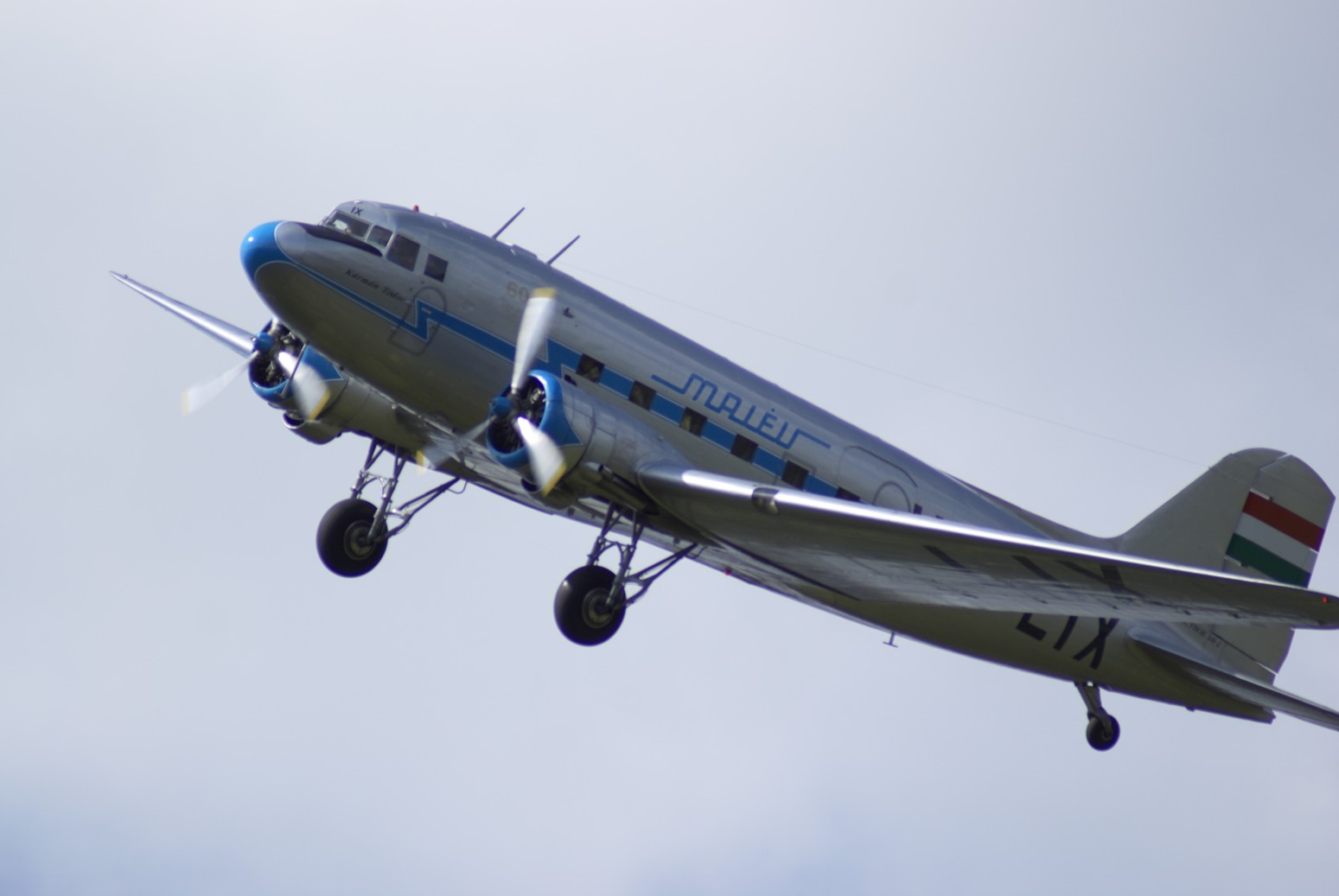
Ce Li-2G a été remarquablement restauré aux couleurs de la compagnie Malev. On aperçoit au-dessus de l'aile la forme et la position de la porte-cargo, très différente de celle du C-47.

- Li-2P[3] : (Passazhirskii pour passagers) Correspond au PS-84, première version commerciale destinée à l'Aeroflot. Porte d’accès des passagers à droite.
- Li-2G[3] : (Grazhdansky pour marchandises) Avion-cargo destiné à Aeroflot, sur lequel la porte des passagers était conservée à droite tandis qu’une porte cargo faisait son apparition à gauche, plus en avant que sur le C-47, à la place des deux hublots arrière. Une vitre supplémentaire faisait son apparition à l’arrière du cockpit mais le premier hublot de cabine disparaissait du côté de cette porte cargo.
- Li-2T[3] : (Transportny pour transport): Cargo militaire pour les forces armées soviétiques, se différenciant du précédent par l’apparition d’une tourelle dorsale VUC-1 équipée d’une mitrailleuse UBT de 12,7 mm ou ShKAS de 7,62 mm.
- Li-2PG[3] : Cargo convertible ou combiné pour l'Aeroflot.
- Li-2(B) : Modification conjoncturelle du Li-2, toutes versions confondues, en bombardier, des lance-bombes montés sous la section centrale de voilure permettant d’emporter 1 500 kg d’explosifs.
- Li-2R[3] : (Razvdihih) Modification pour la photographie aérienne, reconnaissable à des bulbes vitrés répartis sur le fuselage. En Tchécoslovaquie cette version fut connue comme Li-2F.
- Li-2D[3] : L’apparition de panneaux vitrés dans la porte d’accès de l’équipage à l’avant de l’appareil facilitait le repérage des zones de saut et l’observation des parachutistes largués par cette version de transport d’assaut.
- Li-2V[3] : Adaptation du Li-2 après la Seconde Guerre mondiale pour travail météorologique dans le Grand Nord et les régions montagneuses. Parmi les équipements spécifiques le train d’atterrissage recevait des skis, les moteurs étaient remplacés par des M-61IR équipés de turbo-compresseurs TK-19.
- Li-3 : Un certain nombre d’appareils furent modifiés en Yougoslavie pour recevoir des Wright Cyclone.

## En service
Désignés Cab dans la codification OTAN, les Li-2 connurent une carrière similaire à celle du Douglas DC-3 dans le reste du monde. Utilisés pour le transport de troupes ou de matériel militaire durant la Seconde Guerre mondiale, ils furent ensuite dispersés dans les forces armées des pays frères et furent à la base de la reconstitution de l’Aeroflot et des compagnies aériennes des pays du pacte de Varsovie. Quelques exemplaires étaient encore en service dans certains pays comme en Chine ou au Viêt Nam au milieu des années 1980.
- Bulgarie
- Chine
- Hongrie
- Corée du Nord
- Roumanie
- Tchécoslovaquie
- Yougoslavie

## Surnoms
- La Marine nationale l'appelle « la bête ».
- Dans l'aviation civile, il reçoit divers surnoms : le vieux Mathusalem, le trois, la boudineuse placide, la duchesse des douanes, le clochard volant, le trois étourdi. Au Vietnam, on l'appelle : Puff the Magic Dragon, Puff, Spooky ou the Dragon ship, mais le surnom le plus courant à l'international serait « Gooney Bird ».
- Certains l'appellent « le bombardier à biscuits » après le largage de 5 000 boites de gâteaux en France aux troupes du Général Patton[1].

## Culture populaire
- L'avion est utilisé dans le film The Old Guard pour faire un trajet du Soudan du sud jusqu'à Goussainville en France.
- Dans Love, Death and Robots à l'épisode "Une guerre secrète", les personnages prennent refuge dans une épave de Li-2T, reconnaissable par sa tourelle.